# ماموو (لوئیزیانا)
ماموو (به انگلیسی: Mamou) شهری در ایالت لوئیزیانا کشور ایالات متحده آمریکا است که جمعیت آن در سرشماری سال ۲۰۱۰ میلادی، ۳٬۲۴۲ نفر بوده‌است.